# Néi Epivátes
Néi Epivátes (grec moderne : Νέοι Επιβάτες) est une localité située dans le dème de Thermaïkós, dans le district régional de Thessalonique, dans la periphérie de Macédoine-Centrale, en Grèce.
Selon le recensement de 2011, elle compte 5 984 habitants.